# ای‌پی‌ام‌ال
APML سرواژهٔ (Attention Profiling Mark-up Language) یک فرمت بر پایه XML است. این فرمت مشابه OPML، اما با هدف ایجاد یک امکان برای به اشتراک گذاشتن پروفایل «رویکرد»‌های یک کاربر تدوین شده‌است.
پروفایل رویکردهای یک کاربر مجموعه‌ای از مطالب، عناوین یا منابعی است که کاربر دربارهٔ آن‌ها نظری مثبت یا منفی دارد به همراه عددی که بیانگر سطح علاقه کاربر به هر کدام از این مطالب، عناوین یا منابع است.

## نگاه کلی
فرمت APML امکان آن را می‌دهد تا به شکلی بسیار شبیه به فرمت OPML، که قابلیت تبادل «فهرستِ خواندنی‌ها» را در بین خبرخوان‌ها فراهم می‌سازد، کاربران بتوانند پروفایل رویکردهای شخصی خود را به اشتراک بگذارند. ایده‌ای که در پس APML نهفته است، متراکم‌سازی تمامی فرم‌های داده‌های رویکردی به فرمت یک فایل قابل انتقال است که شامل توضیحی از علائق ارزیابی شده شما باشد.
در ابتدا فارادی مدیا فرمت APML را به وجود آورد ولی هیچ حق ثبت یا امتیازی نسبت به آن ندارد و نخواهد داشت.

## گروه کاری
وظیفه گروه کاری APML تبدیل ویژگی‌های کنونی APML به یک استاندارد مورد توافق است. بنیان‌گذاران این گروه کاری کریس ساد، آشلی آنجل، دیوید کنسل و میچ ردکلیف هستند.

## حقوق کاربر
APML فراتر از یک تکنولوژی است. موضوع آن، حق مالکیت شما بر پروفایل رویکردهایتان است و اینکه بتوانید آن را با هر ارائه دهنده خدماتی که می‌شناسید و دوست دارید به اشتراک بگذارید.
حقوق «رویکرد» شما شامل موارد زیر می‌شود:
- دارایی

شما مالک «رویکرد» خود هستید و می‌توانید هرجایی که بخواهید آن را ذخیره کنید. شما کنترل دارید.
- قابلیت انتقال

شما می‌توانید در امنیت و در هر زمانی «رویکرد» خود را به هرجایی انتقال دهید. شما توانایی انتقال «رویکرد» خود را دارید.
- اقتصاد

شما می‌توانید به هرکسی که دوست دارید «رویکرد» داشته باشید و در قبال آن ارزشی دریافت دارید. «رویکرد» شما ارزشمند است.
- شفافیت

شما می‌توانید مشاهده کنید که «رویکرد» شما دقیقاً چگونه مورد استفاده قرار می‌گیرد. شما می‌توانید تصمیم بگیرید به چه کسی اعتماد کنید.

## ویژگی‌ها
- فهرست ویژگی‌های APML

## مثال
این مثال از APML wikisite گرفته شده‌است.
```
<?xml version="1.0"?>

<APML
 
xmlns=
"http://www.apml.org/apml-0.6%22 version="
0.6"
 
>

  
<Head>

    
<Title>
Example
 
APML
 
file
 
for
 
apml.org
</Title>

    
<Generator>
Written
 
by
 
Hand
</Generator>

    
<UserEmail>
sample@apml.org
</UserEmail>

    
<DateCreated>
2007-03-11T01:55:00Z
</DateCreated>

  
</Head>

  
<Body
 
defaultprofile=
"Work"
>

    
<Profile
 
name=
"Home"
>

      
<ImplicitData>

        
<Concepts>

          
<Concept
 
key=
"attention"
 
value=
"0.99"
 
from=
"GatheringTool.com"
 
updated=
"2007-03-11T01:55:00Z"
 
/>

          
<Concept
 
key=
"content distribution"
 
value=
"0.97"
 
from=
"GatheringTool.com"
 
updated=
"2007-03-11T01:55:00Z"
 
/>

          
<Concept
 
key=
"information"
 
value=
"0.95"
 
from=
"GatheringTool.com"
 
updated=
"2007-03-11T01:55:00Z"
 
/>

          
<Concept
 
key=
"business"
 
value=
"0.93"
 
from=
"GatheringTool.com"
 
updated=
"2007-03-11T01:55:00Z"
 
/>

          
<Concept
 
key=
"alerting"
 
value=
"0.91"
 
from=
"GatheringTool.com"
 
updated=
"2007-03-11T01:55:00Z"
 
/>

          
<Concept
 
key=
"intelligent agents"
 
value=
"0.89"
 
from=
"GatheringTool.com"
 
updated=
"2007-03-11T01:55:00Z"
 
/>

          
<Concept
 
key=
"development"
 
value=
"0.87"
 
from=
"GatheringTool.com"
 
updated=
"2007-03-11T01:55:00Z"
 
/>

          
<Concept
 
key=
"service"
 
value=
"0.85"
 
from=
"GatheringTool.com"
 
updated=
"2007-03-11T01:55:00Z"
 
/>

          
<Concept
 
key=
"user interface"
 
value=
"0.83"
 
from=
"GatheringTool.com"
 
updated=
"2007-03-11T01:55:00Z"
 
/>

          
<Concept
 
key=
"experience design"
 
value=
"0.81"
 
from=
"GatheringTool.com"
 
updated=
"2007-03-11T01:55:00Z"
 
/>

          
<Concept
 
key=
"site design"
 
value=
"0.79"
 
from=
"GatheringTool.com"
 
updated=
"2007-03-11T01:55:00Z"
 
/>

          
<Concept
 
key=
"television"
 
value=
"0.77"
 
from=
"GatheringTool.com"
 
updated=
"2007-03-11T01:55:00Z"
 
/>

          
<Concept
 
key=
"management"
 
value=
"0.75"
 
from=
"GatheringTool.com"
 
updated=
"2007-03-11T01:55:00Z"
 
/>

          
<Concept
 
key=
"media"
 
value=
"0.73"
 
from=
"GatheringTool.com"
 
updated=
"2007-03-11T01:55:00Z"
 
/>

        
</Concepts>

        
<Sources>

          
<Source
 
key=
"http://feeds.feedburner.com/apmlspec%22 name="
APML.org"
 
value=
"1.00"
 
type=
"application/rss+xml"

from=
"GatheringTool.com"
 
updated=
"2007-03-11T01:55:00Z"
>

            
<Author
 
key=
"Sample"
 
value=
"0.5"
 
from=
"GatheringTool.com"
 
updated=
"2007-03-11T01:55:00Z"
 
/>

          
</Source>

        
</Sources>

      
</ImplicitData>

      
<ExplicitData>

        
<Concepts>

          
<Concept
 
key=
"direct attention"
 
value=
"0.99"
 
/>

        
</Concepts>

       
<Sources>

          
<Source
 
key=
"http://feeds.feedburner.com/TechCrunch%22 name="
Techcrunch"
 
type=
"application/rss+xml"
 
value=
"0.4"
>

            
<Author
 
key=
"ExplicitSample"
 
value=
"0.5"
 
/>

          
</Source>

        
</Sources>

      
</ExplicitData>

    
</Profile>

    
<Profile
 
name=
"Work"
>

      
<ImplicitData
 
/>

      
<ExplicitData>

        
<Concepts>

          
<Concept
 
key=
"Golf"
 
value=
"0.2"
 
/>

        
</Concepts>

        
<Sources>

          
<Source
 
key=
"http://feeds.feedburner.com/TechCrunch%22 name="
Techcrunch"
 
type=
"application/atom+xml"
 
value=
"0.4"
>

            
<Author
 
key=
"ProfessionalBlogger"
 
value=
"0.5"
 
/>

          
</Source>

        
</Sources>

      
</ExplicitData>

    
</Profile>

    
<Applications>

      
<Application
 
name=
"sample.com"
>

        
<SampleAppEl
 
/>

      
</Application>

    
</Applications>

  
</Body>

</APML>

```